# اریک ادلوند
 اریک ادلوند (سوئدی: Erik Edlund؛ زاده ۱۴ مارس ۱۸۱۹ درگذشته ۱۹ اوت ۱۸۸۸) یک فیزیک‌دان و هواشناس اهل سوئد بود.